# الشاطي (أسلم)

تعديل مصدري - تعديل

الشاطي هي إحدى قرى عزلة أسلم اليمن بمديرية أسلم التابعة لمحافظة حجة، بلغ تعداد سكانها 173 نسمة حسب تعداد اليمن لعام 2004.